# Ferdinand II av Neapel

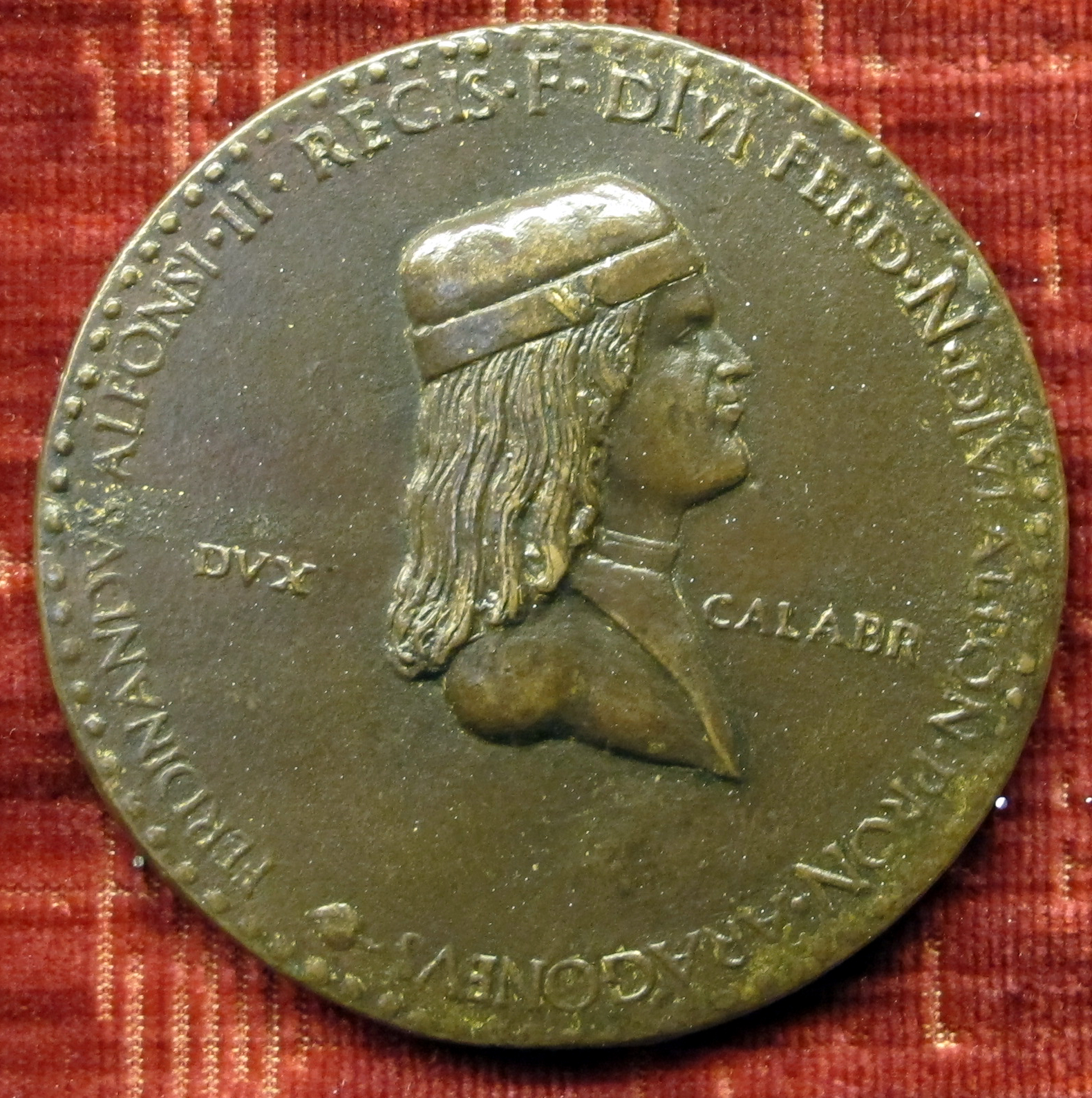
Samtida medalj föreställande Ferdinand, då hertig av Kalabrien.

Ferdinand II av Neapel, även kallad Ferrantion av Neapel född 26 augusti 1469, död 7 september 1496, var kung av Neapel.
Ferdinand var son till Alfons II av Neapel. Han blev kung 1495 men kunde inte hävda sig i kampen mot Frankrike och fördrevs samma år. Efter att kung Karl VIII av Frankrike och hans huvudarmé lämnat Neapel på grund av hotet från en italiensk koalition som bildats mot Frankrike kunde Ferdinand återvända från exilen på Ischia och återerövra Neapel. Strax före Ferdinands död 7 september 1496 var landet rensat på franska trupper. Ferdinand II efterträddes av sin farbror Fredrik.